# Kamenica, Sabinov
Kamenica este o comună slovacă, aflată în districtul Sabinov din regiunea Prešov. Localitatea se află la altitudinea de 483 m deasupra n.m., se întinde pe o suprafață de 21,3 km2 și în 2017 număra 1.813 locuitori.

## Istoric
Localitatea Kamenica este atestată documentar din 1248.

## Demografie
| An:                | 1994 | 2004   | 2014   | 2024   |
| ------------------ | ---- | ------ | ------ | ------ |
| Număr de persoane: | 1815 | 1868   | 1817   | 1791   |
| Diferență:         |      | +2,92% | −2,73% | −1,43% |

| An:                | 2023 | 2024  |
| ------------------ | ---- | ----- |
| Număr de persoane: | 1800 | 1791  |
| Diferență:         |      | −0,5% |